# Antonia die Jüngere

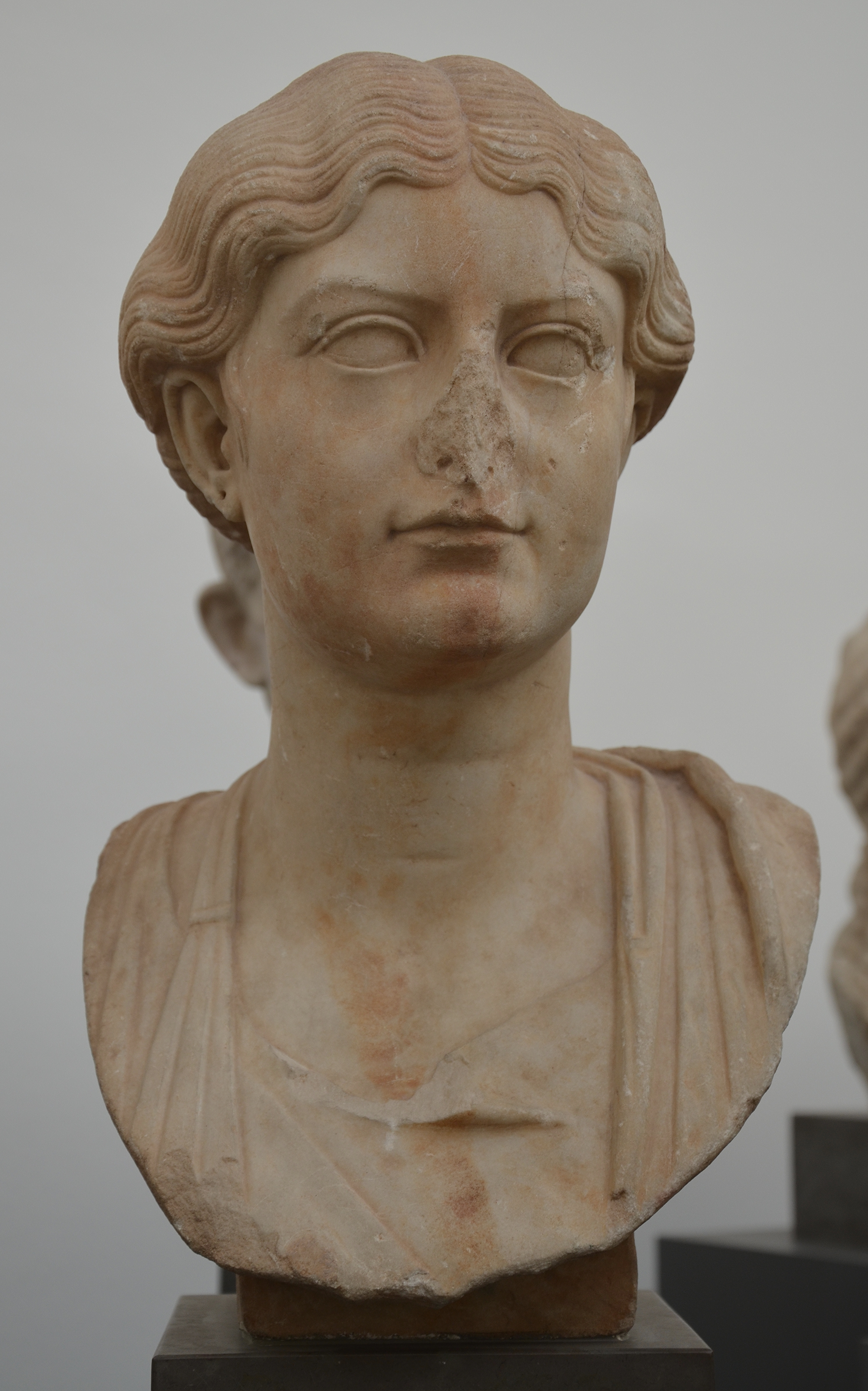
Antonia die Jüngere. Büste in der Ny Carlsberg Glyptotek, Kopenhagen

Antonia (* 36 v. Chr.; † 37 n. Chr.), zur Unterscheidung von ihrer gleichnamigen älteren Schwester die Jüngere (lateinisch: Minor) genannt, war eine Tochter des römischen Politikers Marcus Antonius und Octavia, der Schwester des Kaisers Augustus.
Antonia heiratete Nero Claudius Drusus, den Sohn von Augustus’ Frau Livia Drusilla aus früherer Ehe und Bruder des späteren Kaisers Tiberius. Ihre Kinder waren Germanicus, Livilla und der Kaiser Claudius. Sie war die Großmutter Caligulas und Agrippinas der Jüngeren und die Urgroßmutter Neros.
Nach dem Tod ihres Ehemanns im Jahr 9 v. Chr. heiratete Antonia nicht wieder. Sie war eng mit Berenike befreundet, der Enkelin des jüdischen Königs Herodes des Großen, die als etwa 29- bis 30-jährige Witwe des jüdischen Prinzen Aristobulos 4 v. Chr. nach Rom gekommen war und sich dort niedergelassen hatte. Sie unterstützte aufgrund dieser freundschaftlichen Bindung nach dem Tode Berenikes sogar deren Sohn, Agrippa I., den späteren König von Judäa, mit erheblichen Geldbeträgen und rettete den verschwenderischen Prinzen dadurch vor dem Bankrott.
Als Antonias Sohn Germanicus im Jahr 19 n. Chr. starb, verboten Tiberius und Livia ihr, dem Begräbnis beizuwohnen. Nach dem Tod Livias im Jahr 29 übernahm sie die Erziehung der jüngsten Kinder von Germanicus und Agrippina der Älteren, Caligula und Drusilla.
Im Jahr 31 deckte sie eine Verschwörung des von Tiberius mit großer Macht ausgestatteten Prätorianerpräfekten Lucius Aelius Seianus auf, an der auch ihre Tochter Livilla beteiligt war. Dies führte zu Seianus’ Sturz und zu Livillas Tod. Claudius – ihre größte Enttäuschung (sie soll ihn als „Monster“ bezeichnet haben) – war das einzige ihrer Kinder, welches sie überlebte.
Im Jahr 37 beging sie auf Befehl des neuen Kaisers Caligula – ihres Enkels – Suizid, nachdem sie Trauer über den Mord an ihrem jüngsten Enkel Tiberius Gemellus geäußert hatte. In Suetons Leben des Gaius wird jedoch erwähnt, dass Caligula ihr das Gift selbst gegeben haben könnte. Ob Caligula ihr den Ehrentitel Augusta noch zu Lebzeiten oder postum verlieh, ist umstritten.
Ihre Freigelassene Antonia Caenis wurde die Konkubine des Vespasian.
Der von den Dichtern und Denkern des 18. Jahrhunderts, allen voran von Goethe und Schiller, hoch geschätzte Marmorkopf der Juno Ludovisi, wird heute als Teil einer Kolossalstatue gedeutet, die Claudius zur Vergöttlichung seiner Mutter „als Juno“ habe errichten lassen. 